# Mazocraeidea
Mazocraeidea zijn een orde van platwormen (Plathelmintes).

## Taxonomie
De volgende taxa worden bij de onderklasse ingedeeld:
- Familie Allodiscocotylidae Tripathi, 1959
- Familie Allopyragraphoridae Yamaguti, 1953
- Familie Anchorophoridae Bychowsky & Nagibina, 1958
- Familie Axinidae Monticelli, 1903
- Familie Bychowskicotylidae Lebedev, 1969
  - = Calyxinellidae Lebedev, 1972
- Familie Chauhaneidae Euzet & Trilles, 1960
- Familie Diclidophoridae Cerfontaine, 1895
  - = Megaloncidae Yamaguti, 1958
- Familie Diplozoidae Palombi, 1949
- Familie Discocotylidae Price, 1936
  - = Anthocotylidae Bychowsky, 1957
  - = Bicotylophoridae Amato, 1994
- Familie Gastrocotylidae Price, 1943
- Familie Gotocotylidae Yamaguti, 1963
- Familie Heteraxinidae Unnithan, 1957
  - = Cemocotylidae Price, 1962
- Familie Heteromicrocotylidae Unnithan, 1961
- Familie Hexostomatidae Price, 1936
- Familie Macrovalvitrematidae Yamaguti, 1963
- Familie Mazocraeidae Price, 1936
- Familie Mazoplectidae Mamaev & Slipchenko, 1975
- Familie Megamicrocotylidae Mamaev, 1990
- Familie Microcotylidae Taschenberg, 1879
- Familie Monaxinoididae Mamaev, 1990
- Familie Octolabeidae Yamaguti, 1963
- Familie Octomacridae Yamaguti, 1963
- Familie Paramonaxinidae Mamaev, 1990
- Familie Plectanocotylidae Monticelli, 1903
- Familie Protomicrocotylidae Johnston & Tiegs, 1922
- Familie Pseudodiclidophoridae Yamaguti, 1965
  - = Gephyrocotylidae Unnithan, 1966
- Familie Pterinotrematidae Bychowsky & Nagibina, 1959
- Familie Pyragraphoridae Yamaguti, 1963
- Familie Rhinecotylidae Lebedev, 1979
- Familie Thoracocotylidae Price, 1936
  - = Neothoracocotylidae Lebedev, 1969